# Mano Lima
Mano Lima, nome artístico de Mario Rubens Battanoli de Lima (Itaqui, 26 de agosto de 1953), é um cantor e acordeonista brasileiro de música nativista.

## Biografia
Filho de Rubens Colombo de Lima e Alba Rita Battanoli de Lima. Após iniciar sua carreira artística passou a residir em São Borja. Caracteriza-se principalmente, em suas composições e canções, por sua irreverência e pelo uso de um linguajar rústico, próprio do gaúcho nascido e criado no interior. Suas músicas têm como instrumento principal uma gaita de botão, que ele mesmo toca. Foi homenageado no ano de 2016 com o prêmio Guri, em sua 19ª Edição, pelo grupo RBS.
É torcedor e cônsul do Sport Club Internacional.
Como gaúcho que canta e defende o Rio Grande do Sul, recebeu o apelido de "Filósofo dos Pampas" devido a suas composições.
Tem um filho chamado Pedro Lima, também cantor

## Discografia
- 1989 - Troveiro do M'Bororé - Novatrilha
- 1991 - Tô de Volta - RGE
- 1993 - Campo a Fora - RGE
- 1995 - Com Casca e Tudo - RGE
- 1996 - Estouro de Tropa - RGE
- 1998 - Alma de Tropeiro - RGE
- 2000 - A Fina Flor da Grossura - ACIT
- 2002 - Quando Eu Crescer - ACIT
- 2004 - Um Homem Fora do Seu Tempo - ACIT
- 2005 - Meu Universo - ACIT
- 2007 - Homem da Terra - ACIT
- 2008 - Destino da Gente - ACIT
- 2012 - Batendo estribo - VERTICAL
- 2017 - De Pai Pra Filho - ACIT

## Prêmios e indicações

### Prêmio Açorianos
| Ano  | Categoria                     | Indicação        | Resultado |
| ---- | ----------------------------- | ---------------- | --------- |
| 1996 | Disco                         | Estouro de Tropa | Indicado  |
| 2000 | Intérprete de Música Regional | Mano Lima        | Indicado  |
| 2007 | Destaque Regional             | Mano Lima        | Venceu    |
| 2007 | Compositor de Música Regional | Mano Lima        | Indicado  |
| 2007 | Disco de Música Regional      | Homem da Terra   | Indicado  |
| 2008 | Disco de Música Regional      | Destino da Gente | Indicado  |